# Frankeniaceae
Frankeniaceae là một họ thực vật hạt kín. Họ này được nhiều nhà phân loại học công nhận; nói chung nó được coi là có quan hệ họ hàng gần với họ Thánh liễu (Tamaricaceae).
Hệ thống APG III năm 2009 (không đổi so với hệ thống APG II năm 2003 và hệ thống APG năm 1998) cũng công nhận họ này và đặt nó trong bộ Caryophyllales của nhánh core eudicots. Họ này theo APG III chứa khoảng 90 loài cây thân thảo hay cây bụi nhỏ sống lâu năm, ưa khô hạn và ưa mặn, trong một chi (Frankenia), trong khi đó một số tác giả như L. Watson và M.J. Dallwitz lại tách ra thành 4 chi là Frankenia và Hypericopsis, Anthobryum, Niederleinia. Các loài trong họ này sinh sống tại các khu vực khô và nóng hay ấm rộng khắp thế giới (Tây Australia, Trung Á, Nam Âu, Bắc Phi, Nam Phi, tây nam Bắc Mỹ, tây nam Nam Mỹ), nhưng thưa thớt. Hệ thống Cronquist năm 1981 xếp họ này trong bộ Violales, trong khi hệ thống Dahlgren và hệ thống Takhtadjan xếp nó trong bộ Tamaricales.

## Đặc điểm
Cây bụi nhỏ hay cây thân thảo; không chứa nhựa mủ, nhựa cây không màu. Sống lâu năm. Ưa khô hạn (và ưa mặn). Lá đơn, nhỏ; mọc đối (chéo chữ thập, thường có dạng như lá thạch nam); cuộn lại; có cuống; không phồng lên ở gốc cuống. Phiến lá nguyên; thẳng. Lá hiếm khi có lá kèm, chủ yếu là không lá kèm. Mép lá cuốn ngoài. Lá không có mô phân sinh gốc bền.
Các loài này chủ yếu có hoa lưỡng tính, đôi khi có hoa đơn tính cùng gốc đa tạp (thỉnh thoảng đơn tính). Thụ phấn nhờ côn trùng. Hoa mọc đơn độc hoặc thành các xim hoa. Đơn vị cụm hoa tận cùng dạng xim. Cụm hoa mọc ở nách lá; dạng xim hai ngả. Hoa có lá bắc hay hai lá bắc; cân đối; tròn hay mẫu 4 hoặc mẫu 5. Bao hoa với đài và tràng hoa phân biệt; 8–14; 2 vòng; đẳng số. Đài hoa 4–7; 1 vòng; có lá đài hợp; các thùy tù ngắn. Các thùy ngắn hơn ống. Đài hoa cân đối; bền; có rìa gập lại. Tràng hoa 4–7; 1 vòng; có phần phụ (mỗi cánh hoa với một vảy tại gốc phiến cánh hoa, kéo dài xuống tới các bên của móc); đa cánh hoa; xếp lợp; cân đối; bền. Cánh hoa có móc; hai thùy hoặc nhăn nheo.
Bộ nhị (4–)6(–24). Các phần của bộ nhị rời khỏi bao hoa; cân đối hay hơi không cân đối; dính liền nhiều hay ít; 1 chỉ nhị hợp (hợp sinh gốc); 2 vòng (thường 3+3). Bộ nhỉ chỉ bao gồm các nhị sinh sản. Nhị (4–)6(–24); đẳng số với bao hoa hay gấp đôi tới gấp nhiều lần. Bao phấn lắc lư; nứt theo khe nứt dọc; hướng ngoài. Phát sinh vi bào tử đồng bộ. Bộ bốn vi bào tử gốc dạng tứ diện. Mô dinh dưỡng trong túi bào tử có tuyến. Các hạt phấn có (2–)3(–4) hay 6 khe hở dọc hay có nếp nhăn; 3 ngăn.
Bộ nhụy (2–)3(–4) lá noãn. Nhụy 1 ngăn. Bộ nhụy dạng quả tụ hay quả tụ với vòi nhụy tự do; thượng. Bầu nhụy 1 ngăn. Vòi nhụy 1; ở đỉnh. Đầu nhụy (2–)3(–4); kiểu khô; có nhũ. Kiểu đính noãn vách (với (2-)3(-4) thực giá noãn). Noãn trong một khoang 12–100 (‘nhiều’); hướng trên; không áo hạt; ngược; hai vỏ; giả phôi tâm phát triển. Túi phôi phát triển kiểu  Polygonum. Các nhân ở cực hợp lại trước khi thụ phấn. Các tế bào đối cực được hình thành; 3; không nảy nở; lớn. Các tế bào phụ trợ có móc. Quả không dày cùi thịt; nứt; dạng quả nang. Các quả năng chia ngăn và có mảnh vỏ (được đài hoa bao quanh). Hạt giàu nội nhũ. Nội nhũ không chứa dầu (dạng bột). Hạt chứa tinh bột. Lá mầm 2. Phôi thẳng.

## Các loài
- Frankenia adpressa Summerh.[4]
- Frankenia ambita Ostenf.[4]
- Frankenia annua Summerh.[4]
- Frankenia brachyphylla (Benth.) Summerh.[4]
- Frankenia bracteata Turcz.[4]
- Frankenia cinerea A.DC.[4]
- Frankenia conferta Diels[4]
- Frankenia confusa Summerh.[4]
- Frankenia connata Sprague[4]
- Frankenia cordata J.M.Black[4]
- Frankenia crispa J.M.Black[4]
- Frankenia cupularis Summerh.[4]
- Frankenia decurrens Summerh.[4]
- Frankenia densa Summerh.[4]
- Frankenia desertorum Summerh.[4]
- Frankenia drummondii Benth.[4]
- Frankenia eremophila Summerh.[4]
- Frankenia fecunda Summerh.[4]
- Frankenia flabellata Sprague[4]
- Frankenia foliosa J.M.Black[4]
- Frankenia georgeii Diels[4]
- Frankenia glomerata Turcz.[4]
- Frankenia gracilis Summerh.[4]
- Frankenia hispidula Summerh.[4]
- Frankenia interioris Ostenf.[4]
- Frankenia irregularis Summerh.[4]
- Frankenia jamesii - thạch nam biển James
- Frankenia johnstonii - thạch nam biển Johnston
- Frankenia latior Sprague & Summerh.[4]
- Frankenia laxiflora Summerh.[4]
- Frankenia magnifica Summerh.[4]
- Frankenia muscosa J.M.Black[4]
- Frankenia orthotricha (J.M.Black) J.M.Black[4]
- Frankenia palmeri - thạch nam biển Palmer
- Frankenia parvula Turcz.[4]
- Frankenia pauciflora DC.[4] - thạch nam biển thông thường hay thạch nam biển phương nam
- Frankenia plicata Melville[4]
- Frankenia portulacifolia - trà St. Helena
- Frankenia pseudoflabellata Summerh.[4]
- Frankenia pulverulenta L.[4] - thạch nam biển châu Âu, biện lân hoa
- Frankenia punctata Turcz.[4]
- Frankenia salina - thạch nam biển đất kiềm
- Frankenia scabra Lindl.[4]
- Frankenia serpyllifolia Lindl.[4]
- Frankenia sessilis Summerh.[4]
- Frankenia setosa W.Fitzg.[4]
- Frankenia stuartii Summerh.[4]
- Frankenia subteres Summerh.[4]
- Frankenia tetrapetala Labill.[4]
- Frankenia thymifolia - thạch nam biển xạ hương
- Frankenia uncinata Sprague & Summerh.[4]